# Philodina roseola
Philodina roseola är en hjuldjursart som beskrevs av Ehrenberg 1832. Philodina roseola ingår i släktet Philodina och familjen Philodinidae. Arten är reproducerande i Sverige. Inga underarter finns listade i Catalogue of Life.